# Union athlétique mimizannaise
L'Union athlétique mimizannaise est un club français de rugby à XV représentant la commune de Mimizan, dans le département des Landes.

## Histoire
Créé en 1907, le club de l'Union de la jeunesse mimizannaise représente la ville de Mimizan pendant quelques années. Il disparaît en 1914, quelques mois avant la déclaration de la Première Guerre mondiale,.
En 1919, huit joueurs de rugby de la ville, pratiquant leur sport au sein du club voisin de Pontenx-les-Forges, cherchent à faire renaître un club de rugby dans leur ville, étant donné les résultats sportifs de celui où ils évoluent. Après avoir obtenu l'accord de la mairie à la fin du mois de décembre, les statuts sont officiellement déposés avril 1920 : l'Union athlétique mimizannaise est ainsi créée, regroupant alors trois sections sportives : rugby à XV, cyclisme et groupement artistique,.
L'école de rugby du club est créée en 1968.

### Arrivée au plus haut niveau
Mimizan monte pour la première fois en première division qui compte alors 64 clubs en 1969 mais en relégué dès la saison suivante.

#### Double vainqueur du challenge de l’Essor 1971 et 1972
Le club, redescendu effectue de bonnes saisons en deuxième division et remporte 2 fois consécutivement le challenge de l’Essor en 1971 et en 1972.

#### Remontée en première division
Demi-finaliste du championnat de France de deuxième division en 1972, Mimizan atteint la première division pour le championnat de France 1973.
5e de son groupe, Mimizan est relégué de peu en groupe B, l’élite étant quant à elle réduite de 64 à 32 clubs.
Lors de la saison 1975-1976 du championnat de France, l'UA Mimizan termine à la première place de sa poule du groupe B, et se qualifie pour les seizièmes de finale pour la première fois de son histoire, se classant ainsi parmi les 32 meilleurs clubs de France.
Cette aventure se termine néanmoins dès cette première étape des phases finales, le club s'inclinant contre l'AS Béziers.
Mais cette performance lui permet de disputer le championnat dans le groupe A la saison suivante.
La même année, le deuxième ligne Éric August est sélectionné en Equipe de France A'.
En 1988, l'équipe réserve est sacrée championne de France de Fédérale 2B, battant celle d'Annecy sur le score de 12 à 9.

## Identité visuelle

### Couleurs et maillots
Les couleurs du club sont le noir et le blanc en référence aux marsouins, emblème de la ville de Mimizan.
Lors de la saison 1973-1974, alors que l'équipe de l'UA Mimizan se déplace à Saint-Claude et que les tenues de match sont égarés sur le trajet, les dirigeants trouvent en urgence un jeu de maillot au soir de la veille de la rencontre, acheté dans l'agglomération lyonnaise. Les joueurs disputent ainsi leur rencontre avec des maillots rouges à rayures noires. Ces maillots sont par la suite utilisées en tant que tenue alternative.

### Logo

Évolution du logo
Ancien logo.
Logo actuel.

## Palmarès
- Championnat de France de Fédérale 2B :
  - Champion (1) : 1988